# ベスト・オブ・ベイ・シティ・ローラーズ
| 専門評論家によるレビュー | 専門評論家によるレビュー |
| レビュー・スコア         | レビュー・スコア         |
| 出典                     | 評価                     |
| ------------------------ | ------------------------ |
| Allmusic                 | [ 1 ]                    |

『ベスト・オブ・ベイ・シティ・ローラーズ』(The Best of Bay City Rollers) は、2000年にアリスタ・レコードから北米市場向けにCDで発表されたベイ・シティ・ローラーズのコンピレーション・アルバム『ザ・デフィニティヴ・コレクション』(The Definitive Collection) の2002年10月2日にリリースされた日本盤のタイトル。日本盤はジャケットの基本的なデザインは北米盤を踏襲しているが、英字で記されたアルバム・タイトルは書き換えられている。

## トラックリスト
1. サタデー・ナイト "Saturday Night" (Bill Martin, Phil Coulter)
2. 朝まで踊ろう（シングル・ヴァージョン） "Keep On Dancing" (Allen A. Jones, Andrew Love, Richard Shann)
3. 想い出に口づけ（シングル・ヴァージョン） "Remember (Sha La La La)" (Martin, Coulter)
4. ベイ・シティ・ローラーズのテーマ "Shang-a-Lang" (Martin, Coulter)
5. 太陽の中の恋 "Summerlove Sensation" (Martin, Coulter)
6. バイ・バイ・ベイビー "Bye, Bye, Baby" (Bob Gaudio, Bob Crewe)
7. 恋をちょっぴり "Give a Little Love" (Phil Wainman, Johnny Goodison)
8. 明日に恋しよう "All Of Me Loves All Of You" (Martin, Coulter)
9. マネー・ハニー "Money Honey" (Eric Faulkner, Stuart Wood))
10. ラブ・ミー・ライク・アイ・ラブ・ユー "Love Me Like I Love You" (Faulkner, Wood)
11. ロックン・ロール・ラブレター "Rock and Roll Love Letter" (Tim Moore)
12. 二人だけのデート "I Only Want to Be with You" (Mike Hawker, Ivor Raymonde)
13. イエスタデイズ・ヒーロー（シングル・ヴァージョン）"Yesterday's Hero" (Harry Vanda, George Young)
14. ロックン・ローラー "Rock 'N Roller" (Faulkner, Wood)
15. 青春に捧げるメロディー（シングル・ヴァージョン）"Dedication" (Doug Flett, Guy Fletcher)
16. 恋のゲーム "It's A Game" (Chris Adams)
17. 夢の中の恋 "You Made Me Believe In Magic" (Len Boone)
18. 愛をささやくとき "The Way I Feel Tonight" (Harvey Shield)
19. 恋するラジオ（シングル・ヴァージョン）"Turn On The Radio" (Alan Longmuir, Duncan Faure, Eric Faulkner, Stuart Wood)
20. 二人でいつまでも "Wouldn't You Like It" (Faulkner, Wood)